# Itaspiella bursituba
Itaspiella bursituba är en plattmaskart som beskrevs av Tor Karling 1964. Itaspiella bursituba ingår i släktet Itaspiella och familjen Otoplanidae. Inga underarter finns listade i Catalogue of Life.